# Millepertuis des marais
Hypericum elodes
Section
Espèce
Classification APG III (2009)
Synonymes
- Elodes palustris Spach.
- Helodes palustre Salisb.

Statut de conservation UICN

 LC  : Préoccupation mineure
Le Millepertuis des marais (Hypericum elodes) est une espèce de plantes à fleurs de la famille des Hypéricacées selon la classification phylogénétique APG III (2009) ou à celle des Clusiacées selon la classification classique de Cronquist (1981).
C'est une plante herbacée et basse qui se développe dans les tourbières humides d'Europe. Contrairement à la plupart des autres espèces du genre millepertuis, ses feuilles sont duveteuses.

## Description

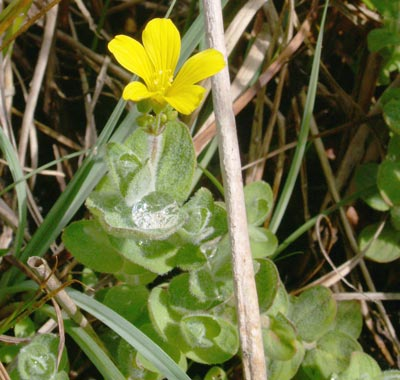
Hypericum elodes en floraison.

La totalité de la plante est velue-tomenteuse et grisâtre. Sa souche est stolonifère ; ses tiges molles mesurent de 3 à 15 cm de haut sont cylindriques et radicantes à la base. Ses feuilles demi-embrassantes et ovales à arrondies sont finement ponctuées de glandes transparentes. Les fleurs jaunes, assez grandes, peu nombreuses se développent en cyme bipare. Les sépales sont ovales, obtus ou aigus et bordés de cils glanduleux purpurins ; les pétales, quant à eux, ne sont pas munis de glandes, sont dressés et 3-4 fois plus longs que le calice. La fleur contient quinze étamines, plus courtes que les pétales, formées en trois faisceaux alternant avec 3 glandes pétaloïdes, bifides et appliquées contre l'ovaire. Le fruit est une capsule ovale, dépassant peu le calice, à une loge, s'ouvrant en trois valves.

## Écologie

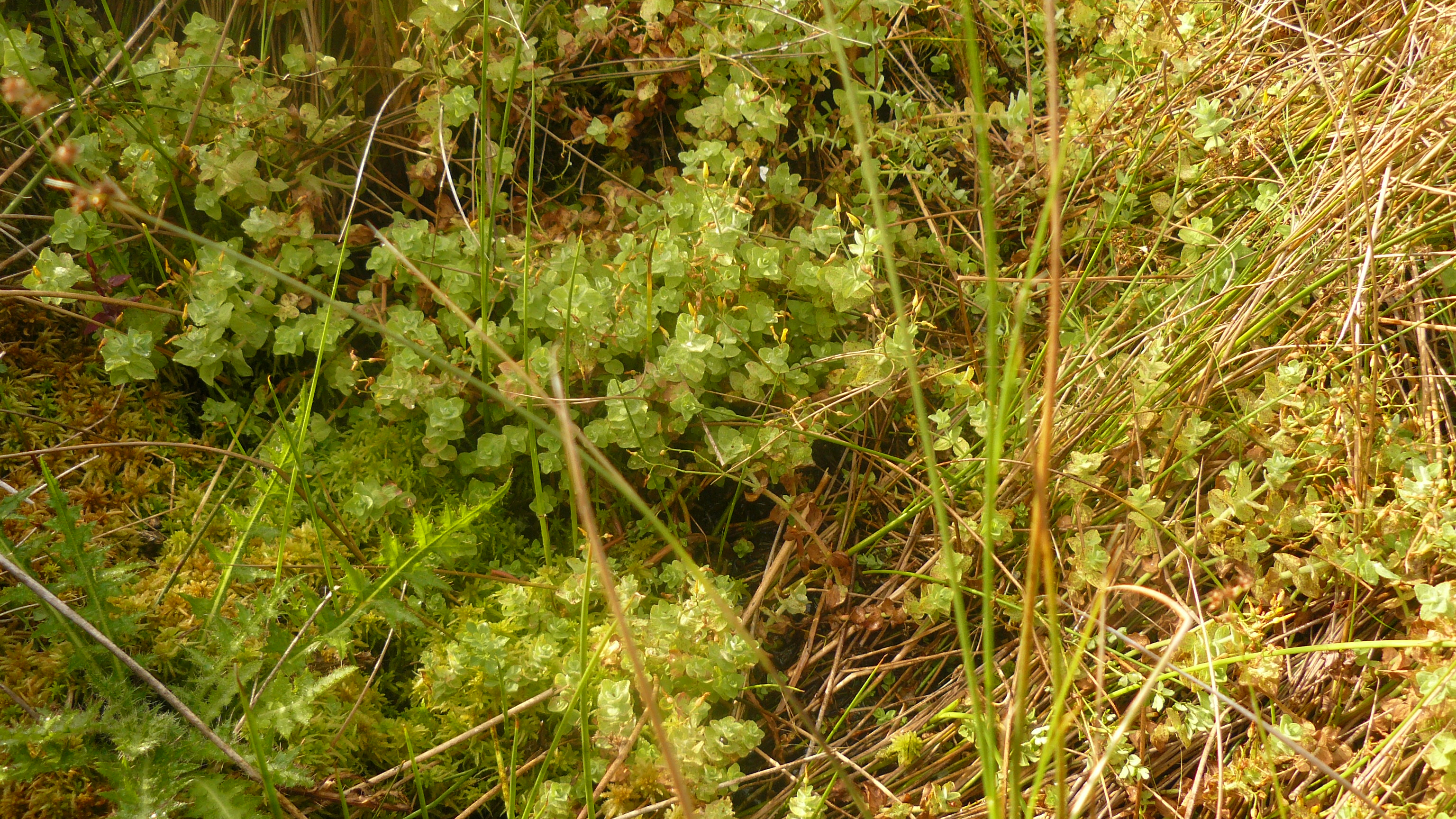
Hypericum elodes, au sein d'une tourbière.

La plante fleurit de juillet à octobre, elle est homogame et hermaphrodite. Sa pollinisation entomogame voire autogame, sa dissémination étant hydrochore
Le Millepertuis des marais est propre au climat atlantique européen. Il vit en Europe occidentale, depuis l'Angleterre et le Portugal jusqu'à l'Italie, la Suisse et l'Allemagne. En France, il est présent dans une grande partie du territoire métropolitain, mais nul dans l'Est, la région méditerranéenne et la Corse. Son aire de répartition est proche de celle de Ulex minor, mais elle a en outre des localités disjointes en Lorraine et à l’est de Lyon.
Hypericum elodes pousse dans les landes et marais tourbeux des terrains siliceux. Plus précisément, elle se développe au sein des pelouses amphibies vivaces oligotrophiles, atlantiques, planitiaires-collinéennes.

## Protection
En France, Hypericum elodes est protégé dans les régions Bourgogne, Lorraine, Île-de-France, Nord-Pas-de-Calais et Picardie.